# Bunt Grupy Wagnera

Ruch kolumn wojskowych Grupy Wagnera w czasie buntu

Bunt Grupy Wagnera, również bunt Prigożyna i pucz Prigożyna (przez Prigożyna nazwany „marszem sprawiedliwości”) – bunt Grupy Wagnera na czele z Jewgienijem Prigożynem przeciwko dowództwu Sił Zbrojnych Federacji Rosyjskiej, który miał miejsce w dniach 23–24 czerwca 2023 r.
Jewgienij Prigożyn oskarżył rosyjskie Ministerstwo Obrony o atak na obóz szkoleniowy Grupy Wagnera i zabicie wielu jej żołnierzy. Ogłosił rozpoczęcie marszu sprawiedliwości, zajął Rostów nad Donem i skierował się wraz z członkami Grupy Wagnera w kierunku Moskwy. Bunt zakończył się porozumieniem pomiędzy Prigożynem a władzami Rosji zawartym za pośrednictwem prezydenta Białorusi Alaksandra Łukaszenki.

## Geneza
23 czerwca 2023 r. lider Grupy Wagnera Jewgienij Prigożyn oskarżył rosyjskie Ministerstwo Obrony o przypuszczenie ataku rakietowego i artyleryjskiego na obóz szkoleniowy jego sił i zabicie „ogromnej” liczby najemników. Prigożyn obiecał zemścić się na kierownictwie Ministerstwa Obrony. Prigożyn powiedział, że „zło” w dowództwie wojskowym musi zostać powstrzymane i poprzysiągł „marsz po sprawiedliwość”. Oskarżył także ministra obrony Siergieja Szojgu o fałszywe usprawiedliwianie rosyjskiej inwazji na Ukrainę, w tym o mówienie nieprawdy o rzekomych planach Ukrainy i NATO dotyczących ataku na Rosję, a także oskarżył Szojgu o niepowodzenia i śmierć rosyjskich żołnierzy na polu bitwy, stwierdzając, że wojna Rosji na Ukrainie miała służyć elitom. W rezultacie Federalna Służba Bezpieczeństwa (FSB) wszczęła postępowanie karne przeciwko Prigożynowi za „podżeganie do zbrojnego buntu”. Prigożyn wycofał swoje siły z Ukrainy do Rostowa nad Donem w obwodzie rostowskim i poprzysiągł: „Jeśli ktoś wejdzie nam w drogę, zniszczymy wszystko!”. Prigożyn powiedział, że jego siły nie napotkały żadnego oporu, kiedy wkroczyły do Rostowa nad Donem. Prezydent Rosji Władimir Putin odpowiedział na działania Grupy Wagnera, opisując je jako „zdradę” i „cios w plecy” w czasie wojny rosyjsko-ukraińskiej, grożąc podjęciem „surowych kroków” w celu stłumienia buntu. Ministerstwo Obrony zaprzeczyło twierdzeniom Prigożyna o ataku na jego siły, a generał Siergiej Surowikin w wideo opublikowanym w Internecie wezwał siły Wagnera do złożenia broni.

## Tło

### Grupa Wagnera i Jewgienij Prigożyn

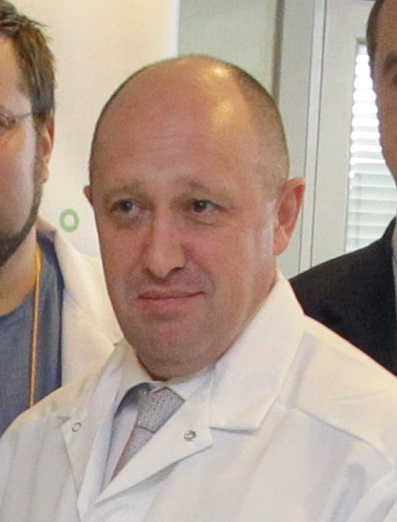
Jewgienij Prigożyn, lider Grupy Wagnera

Jewgienij Prigożyn był powiernikiem prezydenta Rosji Władimira Putina. W 2014 roku założył Grupę Wagnera, rosyjską prywatną firmę wojskową. Grupa brała udział m.in. w aneksji Krymu czy operacjach na terenie krajów Afryki i Bliskiego Wschodu (m.in. w wojnie domowej w Syrii). Walczyła też w czasie inwazji Rosji na Ukrainę, biorąc udział m.in. w bitwie o Bachmut, gdzie poniosła duże straty (według szacunków z około pięćdziesięciu tysięcy więźniów zwerbowanych do Grupy Wagnera w drugim półroczu 2022 roku pod koniec stycznia 2023 roku w szeregach grupy pozostało ich około dziesięciu tysięcy). Walki w rejonie Bachmutu były najcięższymi i najkrwawszymi starciami wojny rosyjsko-ukraińskiej w II połowie r. 2022 i na początku r. 2023. W czasie rosyjskiej inwazji na Ukrainę w 2022 roku nastąpił gwałtowny wzrost wpływów Jewgienija Prigożyna i Grupy Wagnera. Według zachodniego wywiadu szacunkowa liczba wagnerowców wzrosła z kilku tysięcy bojowników w latach 2017–2018 do 50 000 bojowników do stycznia 2023 r.
Według serwisu informacyjnego Meduza, w przededniu rosyjskiej inwazji na Ukrainę Prigożyn był w napiętych stosunkach z rosyjskimi przywódcami, wchodząc w konflikt zarówno z rosyjskim Ministerstwem Obrony, jak i Administracją Prezydenta Rosji. Prigożyn krytykował Siergieja Szojgu za działania armii rosyjskiej w Syrii, mówiąc, że rosyjskie wojsko działa tam „przestarzałymi metodami”. Z kolei Szojgu nie podobało się dostarczanie żywności dla armii rosyjskiej przez firmy Prigożyna.
Wzrost wpływów Grupy Wagnera wynikał z niepowodzenia początkowych planów szybkiego pokonania Ukrainy, z jakimi Rosja przystępowała do wojny. W pierwszych miesiącach rosyjskiej inwazji na Ukrainę armia rosyjska poniosła znaczne straty, ale Putin długo zwlekał z ogłoszeniem mobilizacji. W takich warunkach władze rosyjskie zaczęły aktywnie rekrutować najemników do udziału w działaniach wojennych na Ukrainie. Prigożyn otrzymał znaczne środki, w tym własne lotnictwo oraz prawo rekrutacji rosyjskich więźniów do Grupy Wagnera. Grupa Wagnera była postrzegana jako zamieniająca się w prywatną armię Prigożyna, działającą poza rosyjskim ustawodawstwem i poza hierarchią wojskową Federacji Rosyjskiej. Rosyjskie Ministerstwo Obrony i rosyjski Sztab Generalny były niezadowolone z tej sytuacji i zaczęły próbować ograniczać rosnące wpływy Prigożyna. Prigożyn zaczął publicznie krytykować Ministerstwo Obrony Federacji Rosyjskiej. 5 czerwca, w miarę eskalacji napięć, Prigożyn opublikował wideo na swoich kanałach społecznościowych, w którym, jak twierdził, widoczny był rosyjski podpułkownik Roman Wieniewitin z 72. Brygady Rosji, który przyznawał się, jakoby po pijanemu rozkazał swoim żołnierzom strzelać do bojowników Grupy Wagnera.
Prigożyn oskarżał również Ministerstwo Obrony (głównie ministra Siergieja Szojgu i Szefa Sztabu Generalnego Sił Zbrojnych Federacji Rosyjskiej Walerija Gierasimowa) o niedostarczanie żołnierzom Grupy Wagnera obiecanej broni i brak wsparcia ogniowego regularnej armii rosyjskiej. Groził wycofaniem Grupy Wagnera z Bachmutu i zwrócił się do Siergieja Szojgu z prośbą o przyjazd do miasta.
W czerwcu 2023 roku Ministerstwo Obrony rozpoczęło starania o silniejsze zintegrowanie Grupy Wagnera ze strukturami dowodzenia Ministerstwa Obrony, czemu sprzeciwiał się Prigożyn. Ministerstwo Obrony Federacji Rosyjskiej nakazało członkom Grupy Wagnera podpisanie kontraktów z wojskiem przed 1 lipca, co poparł prezydent Władimir Putin.

### Krytyka Prigożyna pod adresem rosyjskiej elity władzy

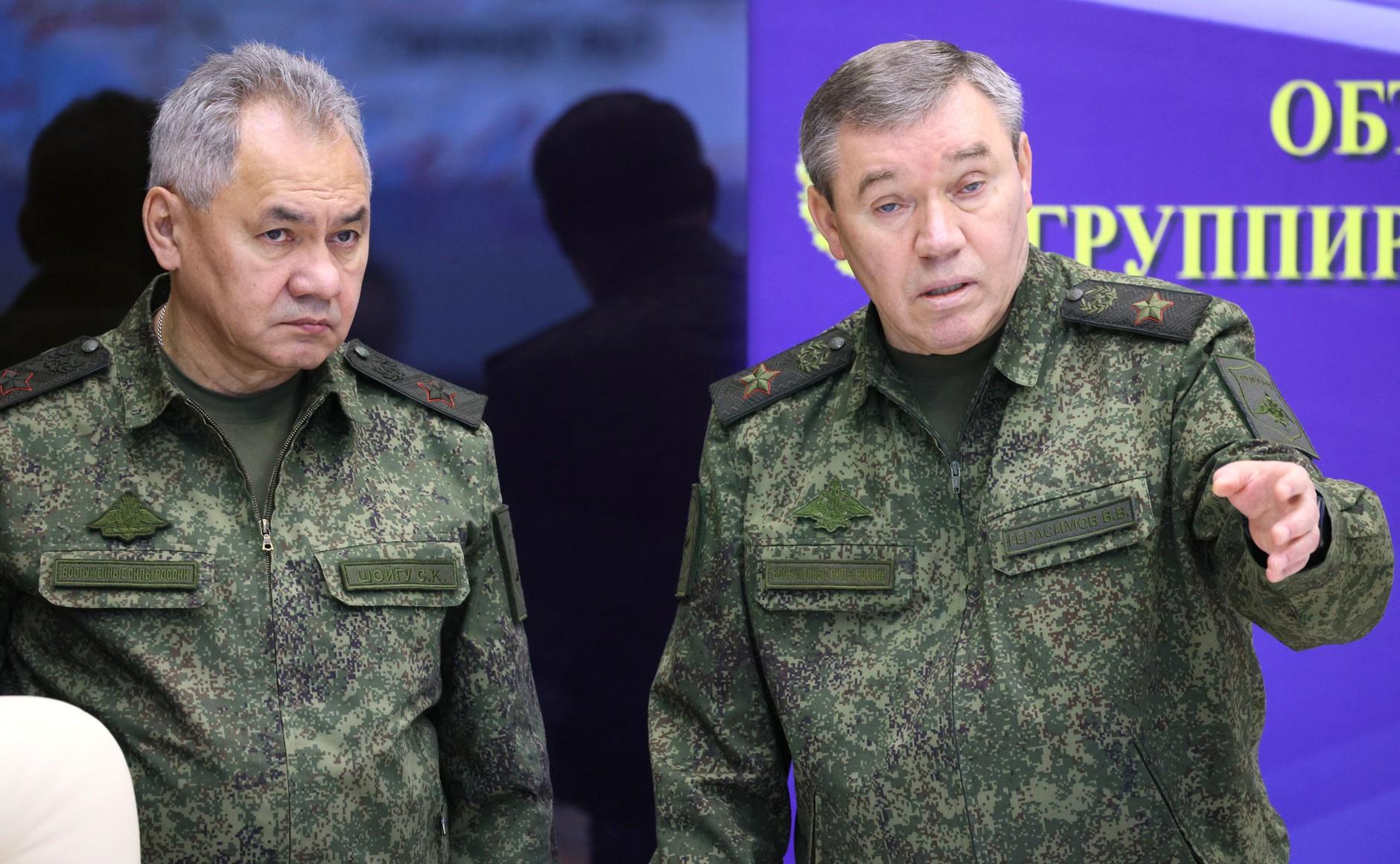
Minister Obrony Siergiej Szojgu i szef Sztabu Generalnego Walerij Gierasimow, przeciwko którym szef Grupy Wagnera Jewgienij Prigożyn ogłosił „marsz sprawiedliwości” celem wymuszenia ich rezygnacji i ukarania

Prigożyn często krytykował rosyjskie kierownictwo wojskowe za to, że nie robi wszystkiego, co w ich mocy, aby chronić interesy Rosji. Skrytykował dzieci Szojgu za „wydawanie pieniędzy bez celu”, podczas gdy „dzieci zwykłych ludzi wracają w cynkowych [trumnach], rozerwane na kawałki” z powodu wojny. Ostrzegł, że ten „rozłam w społeczeństwie” między elitą a zwykłymi ludźmi może doprowadzić do wydarzeń podobnych do rewolucji rosyjskiej z 1917 r., do powstania „żołnierzy i ich bliskich”. Prigożyn powiedział, że rosyjska elita powinna wysłać swoje dzieci na wojnę, aby ludzie uważali, że jest sprawiedliwie.
Prigożyn opisał jako zdrajców „ludzi, którzy latają odrzutowcami biznesowymi do tak zwanych krajów neutralnych, aby uniknąć udziału w dzisiejszych problemach”. Krytykował rosyjską elitę za cieszenie się „publicznym, luksusowym, beztroskim życiem” w czasie wojny. Prigożyn twierdził, że aby przetrwać jako naród, Rosja powinna przygotować się do „trudnej wojny”: wprowadzić stan wojenny, ogłosić nowe fale mobilizacji, a także „zdobyć każdego, kogo się da, do produkcji amunicji” i „zamknąć granice jak w przypadku Korei Północnej”. Jednak zdaniem Prigożyna część rosyjskich elit nie dba o swoją ojczyznę i dlatego nie poświęciłaby swojego wygodnego życia dla kraju.
Prigożyn zaatakował rosyjskich oligarchów, których oskarżył o zniszczenie Związku Radzieckiego i przejęcie kontroli nad bogactwem Rosji. Zarzucił im, że mimo przejęcia tej kontroli nie dbają o interesy Rosji. Według Prigożyna w czasie wojny „oligarchowie próbują ukraść wszystko, co należy do ludzi”.

## Przebieg

### 23 czerwca
W dniu 23 czerwca 2023 r. na kanałach Telegram związanych z Grupą Wagnera pojawiło się wideo, które według Prigożyna zostało nagrane w obozie najemników Grupy Wagnera, zaatakowanym pociskiem. Dziennikarz Bellingcat, Arik Toler, zauważył, że miejsce rzekomego ataku pokrywa się z wcześniej nakręconymi filmami korespondenta wojennego Aleksandra Simonowa, który odwiedził obóz. Tego wieczoru Prigożyn ogłosił początek konfliktu zbrojnego z Ministerstwem Obrony. Wiadomość pojawiła się na kanale Telegram jego służby prasowej. Prigożyn namawiał każdego, kto chciał przyłączyć się do konfliktu przeciwko Ministerstwu Obrony, aby to zrobił. Oskarżył Szojgu o użycie artylerii i helikopterów do zniszczenia Grupy Wagnera i zarzucił, że Szojgu „tchórzliwie uciekł z Rostowa nad Donem o dziewiątej wieczorem”.
Rosyjskie Ministerstwo Obrony zaprzeczyło oskarżeniom o atak na tylne obozy Grupy Wagnera. Następnie Prokuratura Generalna Federacji Rosyjskiej poinformowała, że przeciwko Prigożynowi wszczęto postępowanie z art. 279 Kodeksu karnego Federacji Rosyjskiej (bunt zbrojny). Generałowie Siergiej Surowikin i Władimir Aleksiejew zaapelowali do bojowników Grupy Wagnera, wzywając ich do powstrzymania się od buntu.
Rosyjski państwowy Pierwyj kanał ogłosił „wiadomości alarmowe”, w których prowadząca Jekatierina Andriejewa stwierdziła, że oświadczenia Prigożyna dotyczące rzekomych ataków sił Ministerstwa Obrony na pozycje Grupy Wagnera są fałszywe i że Putin został poinformowany o toczących się wydarzeniach.
W odpowiedzi na oświadczenia Prigożyna rosyjskie wojsko i Gwardia Narodowa rozmieściły pojazdy opancerzone zarówno w Moskwie, jak i w Rostowie nad Donem. Rostów nad Donem znajduje się w pobliżu linii frontu na Ukrainie, gdzie działały oddziały Grupy Wagnera, a także tam, gdzie Prigożyn twierdził, że kierowały się oddziały Grupy Wagnera.
W nocy z 23 na 24 czerwca opublikowano nagranie audio w imieniu Prigożyna, który twierdził, że Grupa Wagnera wkracza do Rostowa nad Donem i wzywał siły Ministerstwa Obrony, by nie stawiały oporu. Prigożyn stwierdził w innym nagraniu audio z 23 czerwca, że szef Sztabu Generalnego rosyjskich sił zbrojnych nakazał siłom powietrznym tego kraju otwarcie ognia do kolumn Grupy Wagnera poruszających się wśród pojazdów cywilnych, zarzucając Sztabowi Generalnemu lekceważenie życia niewinnych ludzi, „po prostu, ponieważ od półtora roku zabijają własną populację, zamiast walczyć z wrogiem”. Twierdził również, że niektórzy piloci odmówili wykonania rozkazów Sztabu Generalnego i podziękował im.
Sekretarz prasowy Putina Dmitrij Pieskow opisał trwającą sytuację jako „próbę buntu” i stwierdził, że rosyjskie instytucje wojskowe dzień i noc donoszą mu na rozkaz Putina o ostatnich wydarzeniach.
W imieniu Prigożyna wydano kolejne nagranie audio, w którym oskarża się Walerija Gierasimowa i Siergieja Szojgu o „ataki na bloki mieszkalne” i „unicestwienie setek tysięcy rosyjskich żołnierzy” podczas wojny rosyjsko-ukraińskiej. Kilka kanałów Telegramu opublikowało filmy przedstawiające kolumny poruszające się po ulicach, rzekomo należące do Grupy Wagnera.
W okresie pojawiania się kolejnych oświadczeń Prigożyna Rosja zablokowała na swoim terytorium dostęp do Google News.

### 24 czerwca
W nocy z 23 na 24 czerwca jednostki Grupy Wagnera przeszły z okupowanego przez Rosję obszaru Ukrainy do obwodu rostowskiego. Rankiem 24 czerwca Grupa Wagnera wkroczyła do stolicy obwodu, Rostowa nad Donem.
W nowej wiadomości audio wydanej w imieniu Prigożyna twierdził, że myśliwce Grupy Wagnera zestrzeliły wojskowy helikopter, który otworzył ogień do konwoju.
Rosyjska służba bezpieczeństwa, FSB, poinformowała, że wniosła oskarżenie przeciwko Prigożynowi i przystąpiła do jego aresztowania. Tymczasem według doniesień rosyjskich mediów państwowych i niektórych zachodnich mediów siły Grupy Wagnera przejęły kontrolę nad budynkiem Południowego Okręgu Wojskowego w Rostowie. Jewgienij Prigożyn opublikował wideo pokazujące go w sztabie wojskowym w Rostowie nad Donem, twierdząc, że wszystkie obiekty wojskowe, w tym lotnisko, w mieście są pod kontrolą Grupy Wagnera. Prigożyn uzasadniał przejęcie kontroli nad lotniskiem potrzebą uniemożliwienia Ministerstwu Obrony strzelania do Grupy Wagnera i skupienia się na atakach na terenie Ukrainy.
Po zajęciu siedziby Południowego Okręgu Wojskowego w Rostowie Prigożyn oświadczył, że oczekuje tam na przybycie Siergieja Szojgu i Walerija Gierasimowa, zaś jeśli się nie pojawią „pójdzie na Moskwę”. W Rostowie Prigożyn spotkał się z rosyjskim wiceministrem obrony Junus-biekiem Jewkurowem, który bezskutecznie namawiał Prigożyna do zakończenia buntu. Po zajęciu Rostowa kolumna Grupy Wagnera zaczęła się przemieszczać w kierunku Moskwy.
Mer Moskwy Siergiej Sobianin poinformował, że w federalnym mieście Moskwie wdrażane są działania antyterrorystyczne.
Rostów nad Donem jest bezpośrednio połączony z Moskwą autostradą M-4, na której odnotowano doniesienia o przemieszczaniu się personelu Grupa Wagnera w kierunku stolicy. Władze obwodu lipieckiego i woroneskiego wezwały wszystkich cywilów do pozostania w domach po doniesieniach o kolumnach wojskowych i starciach wzdłuż autostrady. Kolumna Grupy Wagnera przejeżdżała w pobliżu Jelca.
Posty w mediach społecznościowych pokazały materiał filmowy z walk między oddziałami Grupy Wagnera a rosyjskim wojskiem w Woroneżu, w połowie drogi między Rostowem a Moskwą, a Reuters powołuje się na rosyjskie raporty wojskowe. Według doniesień medialnych Grupa Wagnera przejęła kontrolę nad wszystkimi obiektami wojskowymi w Woroneżu.
Prezydent Rosji Władimir Putin zwrócił się do narodu po raz pierwszy od początku buntu w przemówieniu telewizyjnym, nazywając działania Grupy Wagnera „zdradą” i obiecując podjęcie „surowych kroków” w celu stłumienia buntu. Putin twierdził, że sytuacja zagraża istnieniu samej Rosji i scharakteryzował bunt jako „cios w plecy” w toczącej się wojnie rosyjsko-ukraińskiej, nawiązując do rewolucji rosyjskiej 1917 r. i ostrzegając przed utratą terytoriów. Nie wymienił wprost Prigożyna ani Grupy Wagnera. Twierdzenie Putina było obaleniem wcześniejszych twierdzeń Prigożyna, że Rosja traci terytoria w wojnie ukraińskiej z powodu złego zarządzania przez Ministerstwo Obrony i że działania Grupy Wagnera przeciwko Ministerstwu Obrony miały jedynie na celu poprawę sytuacji Rosji.
W rejonie tałowskim w obwodzie woroneskim zbuntowane jednostki zestrzeliły helikopter rosyjskich sił zbrojnych. W obwodzie lipieckim w okolicy Czapłygina autostrady były niszczone za pomocą koparek, aby spowolnić Grupę Wagnera, rosyjskie wojsko przygotowało obronę na Oce, minując mosty. Według strony Flightradar24 samolot Ił-96-300PU używany przez Putina wystartował z Moskwy i skierował się w stronę Petersburga. Dmitrij Pieskow stwierdził, że na jego pokładzie nie było Władimira Putina. Podczas walki między wagnerowcami a regularną rosyjską armią zginęło co najmniej 13 żołnierzy Sił Zbrojnych Federacji Rosyjskiej i dwóch żołnierzy Sił Zbrojnych Federacji Rosyjskiej, którzy dobrowolnie dołączyli do wagnerowców. Zestrzelono śmigłowiec szturmowy i samolot transportowy regularnej armii rosyjskiej. Wagnerowcy w wielu miejscach napotkali minimalny opór sił wiernych rosyjskiemu rządowi, a część mieszkańców Rostowa nad Donem odnosiła się entuzjastycznie do sił Grupy Wagnera, które zajęły miasto.
Wieczorem 24 czerwca Prigożyn poinformował o zakończeniu marszu w kierunku Moskwy (według jego słów żołnierze dotarli na odległość 200 km od Moskwy) i rozpoczęciu odwrotu do obozów polowych. Według informacji medialnych wagnerowcy dotarli w okolice Kaszyry w obwodzie moskiewskim. Krótko przed wystąpieniem Prigożyna kancelaria prezydenta Białorusi Alaksandra Łukaszenki poinformowała o rozmowach pomiędzy prezydentem Łukaszenką a Jewgienijem Prigożynem, które zakończyły się porozumieniem o odwrocie kolumny wojskowej podążającej w stronę Moskwy. Według rzecznika prasowego prezydenta Federacji Rosyjskiej Dmitrija Pieskowa porozumienie zakładało: przeniesienie się Jewgnieja Prigożyna na Białoruś, umorzenie postępowania karnego Federalnej Służby Bezpieczeństwa wobec Prigożyna, niestawianie zarzutów bojownikom Grupy Wagnera biorących udział w buncie oraz kontrakty wojskowe z Ministerstwem Obrony dla tych bojowników, którzy nie wzięli udziału w buncie. Prigożyn i Grupa Wagnera opuścili Rostów nad Donem 24 czerwca około godziny 23:00 czasu lokalnego. Prezydent Alaksandr Łukaszenka oświadczył, że jest gotowy przyjąć na Białorusi część najemników Grupy Wagnera, którzy nie będą chcieli podpisać kontraktu z Ministerstwem Obrony.

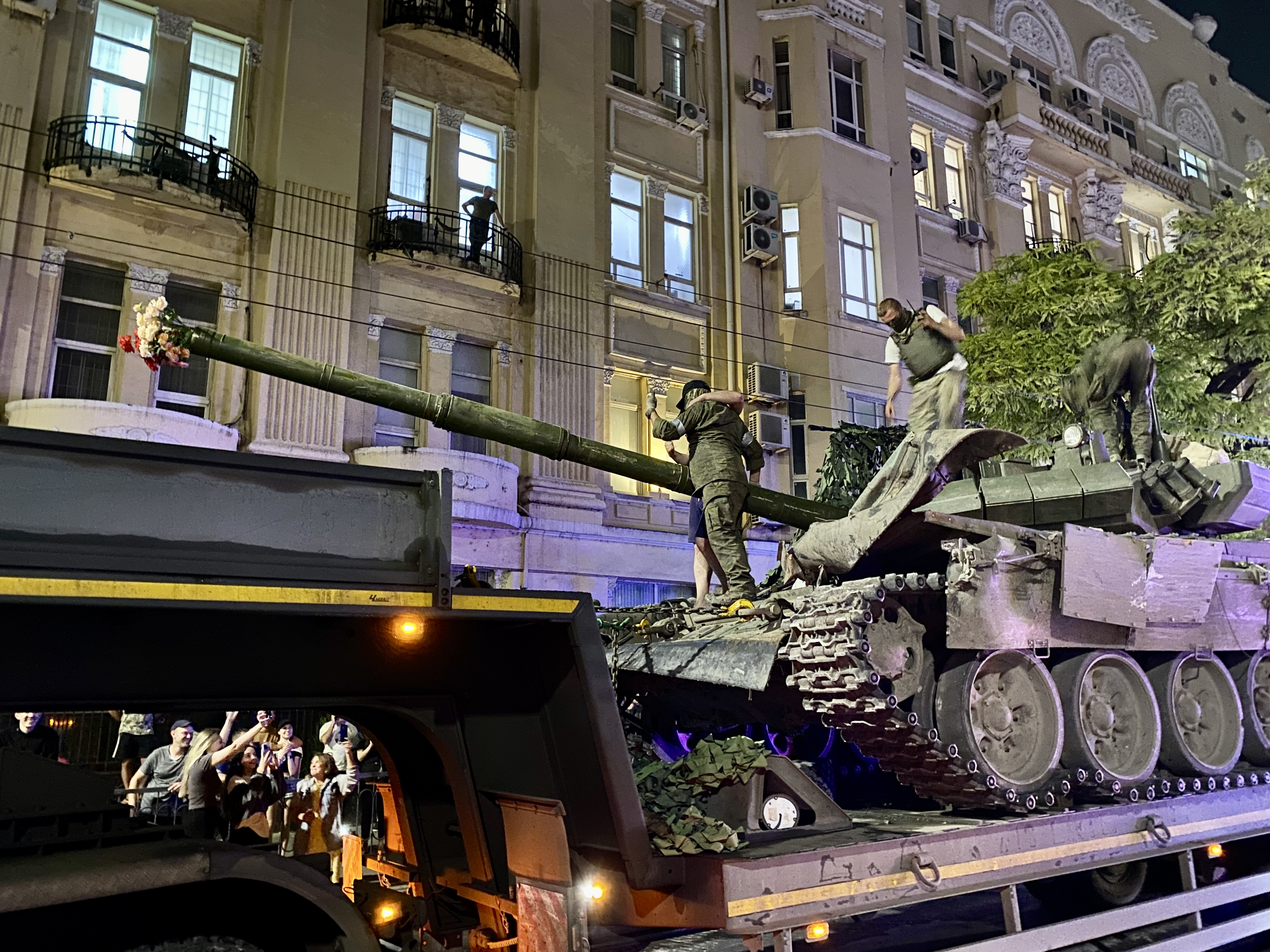
Rostów: mieszkańcy miasta obok Sztabu dowództwa Północnokaukaskiego Okręgu Wojskowego Federacji Rosyjskiej oklaskują wagnerowców i robią sobie z nimi zdjęcia

## Reakcje międzynarodowe
- Rosyjska opozycja
  - 23 czerwca lider Rosyjskiego Korpusu Ochotniczego Denis Kapustin pochwalił Prigożyna, stwierdzając: „Chociaż stoimy po przeciwnych stronach barykady i mamy inny punkt widzenia na przyszłość Federacji Rosyjskiej, mogę go śmiało nazwać rosyjskim patriotą, bez sarkazmu i ironii”[89].

- Stany Zjednoczone
  - 23 czerwca (24 czerwca w Moskwie) rzecznik Rady Bezpieczeństwa Narodowego Stanów Zjednoczonych Adam Hodge stwierdził, że Stany Zjednoczone śledzą wydarzenia w Rosji i „konsultują się z sojusznikami i partnerami w tej sprawie”.
  - Senator Stanów Zjednoczonych z Florydy i były kandydat na prezydenta Marco Rubio oświadczył na Twitterze, że bunt „będzie miał znaczący i potencjalnie historyczny wpływ”, a także zauważył, że ktokolwiek kontroluje Rostów nad Donem, kontroluje większość dostaw dla sił rosyjskich na Ukrainie[90][91].
- Ukraina
  - Prezydent Ukrainy Wołodymyr Zełenski stwierdził, że przebieg buntu Grupy Wagnera świadczy o tym, że „władze Rosji niczego nie kontrolują i panuje w niej całkowity chaos”[92].
- Polska
  - Ministerstwo Spraw Zagranicznych stwierdziło, że z uwagą obserwuje wydarzenia w Rosji i prowadzi konsultacje z kluczowymi sojusznikami[93]. Minister Zbigniew Rau stwierdził, że wydarzenia w Rosji to wewnętrzna sprawa Rosji[94][95].